# Copa do Mundo de Futebol Feminino Sub-19 de 2004
A Copa do Mundo de Futebol Feminino Sub-19 de 2004 foi a segunda edição do evento organizado pela FIFA e realizou-se na Tailândia. Iniciou-se em 10 e terminou a 27 de Novembro de 2004. Doze equipes, representando as seis confederações internacionais de futebol participaram após passar por seus respectivos torneios classificativos, a excepção da Tailândia que obteve a vaga directamente por ser o país-sede.
Originalmente a FIFA chamou o torneio de "Campeonato mundial de Futebol Feminino Sub-19 de 2004", onde o limite de idade entre as jogadoras era de 19 anos. Posteriormente a idade máxima foi alterada para 20 anos, permitindo a realização da Copa do Mundo de Futebol Feminino Sub-17. Este torneio foi o último em que a idade limite foi 19 anos.

## Estádios
| Cidade     | Estádio                  | Capacidade |
| ---------- | ------------------------ | ---------- |
| Bangkok    | Estádio Suphachalasai    | 35.000     |
| Bangkok    | Estádio Rajamangala      | 60.000     |
| Chiang Mai | Estádio 700º Aniversário | 25.000     |
| Phuket     | Estádio Surakul          | 15.000     |

## Selecções
As vagas foram distribuídas da forma abaixo:
| Continente                | Confederação Torneio de Qualificação | Qualificados                   |
| ------------------------- | ------------------------------------ | ------------------------------ |
| África                    | CAF                                  | Nigéria                        |
| Ásia                      | AFC                                  | Austrália China Coreia do Sul  |
| Europa                    | UEFA                                 | Alemanha Itália Rússia Espanha |
| América (Norte e Central) | CONCACAF                             | Canadá Estados Unidos          |
| América (Sul)             | CONMEBOL                             | Brasil                         |
| Anfitriã                  | Anfitriã                             | Tailândia                      |

## Fase de grupos
Todos os jogos na hora local (UTC+7)

### Grupo A
| Selecção  | Pts | J | V | E | D | GM | GS | +/- |
| --------- | --- | - | - | - | - | -- | -- | --- |
| Alemanha  | 7   | 3 | 2 | 1 | 0 | 13 | 3  | +10 |
| Canadá    | 7   | 3 | 2 | 1 | 0 | 12 | 4  | +8  |
| Austrália | 3   | 3 | 1 | 0 | 2 | 6  | 6  | 0   |
| Tailândia | 0   | 3 | 0 | 0 | 3 | 0  | 18 | −18 |

| 10 de Novembro de 2004 | Tailândia | 0–6       | Alemanha                                                                  | Estádio Rajamangala, Bangkok         |
| 17:00                  |           | Relatório | 10' Mittag · 12', 41' Goessling · 17', 24' Okoyino Da Mbabi · 43' Laudehr | Público: 40,000 Árbitro: Martha Toro |

| 10 de Novembro de 2004 | Austrália    | 1–2       | Canadá         | Estádio Rajamangala, Bangkok                 |
| 19:45                  | McCallum 49' | Relatório | 14', 19' Timko | Público: 40,000 Árbitro: Alexandra Ihringova |

| 13 de Novembro de 2004 | Alemanha                                            | 4–0       | Austrália | Estádio Suphachalasai, Bangkok       |
| 17:00                  | Okoyino Da Mbabi 4' · Mittag 26', 73' · Blaesse 85' | Relatório |           | Público: 5,000 Árbitro: Maria Ortega |

| 13 de Novembro de 2004 | Canadá                                                                     | 7–0       | Tailândia | Estádio Suphachalasai, Bangkok       |
| 19:45                  | Dennis 11' · Timko 25', 35', 56' · Robinson 33' · Maranda 46' · Jamani 54' | Relatório |           | Público: 5,500 Árbitro: Anna De Toni |

| 16 de Novembro de 2004 | Alemanha                      | 3–3       | Canadá                             | Estádio Suphachalasai, Bangkok       |
| 19:45                  | Hanebeck 4' · Mittag 10', 37' | Relatório | 40' Lang · 42' Maranda · 63' Timko | Público: 2,500 Árbitro: Sarah Girard |

| 16 de Novembro de 2004 | Austrália                                                             | 5–0       | Tailândia | Estádio 700º Aniversário, Chiang Mai |
| 19:45                  | McCallum 10', 19' · Viwasukhu 26' (p.b.) · Ledbrook 45' · Kuralay 55' | Relatório |           | Público: 21,600 Árbitro: Mayumi Oiwa |

### Grupo B
| Selecção | Pts | J | V | E | D | GM | GS | +/- |
| -------- | --- | - | - | - | - | -- | -- | --- |
| Brasil   | 6   | 3 | 2 | 0 | 1 | 6  | 5  | +1  |
| China    | 6   | 3 | 2 | 0 | 1 | 4  | 3  | +1  |
| Nigéria  | 4   | 3 | 1 | 1 | 1 | 4  | 4  | 0   |
| Itália   | 1   | 3 | 0 | 1 | 2 | 3  | 5  | −2  |

| 10 de Novembro de 2004 | Nigéria | 0–1       | China          | Estádio 700º Aniversário, Chiang Mai |
| 17:00                  |         | Relatório | 77' Zhang Ying | Público: 6,000 Árbitro: Sarah Girard |

| 10 de Novembro de 2004 | Itália    | 1–2       | Brasil                       | Estádio 700º Aniversário, Chiang Mai |
| 19:45                  | Ricco 64' | Relatório | 11' Costi (p.b.) · 84' Kelly | Público: 6,000 Árbitro: Eun Ah-Hong  |

| 13 de Novembro de 2004 | China                      | 2–1       | Itália    | Estádio 700º Aniversário, Chiang Mai    |
| 17:00                  | Wang Kun 52' · Xu Yuan 82' | Relatório | 24' Ricco | Público: 6,000 Árbitro: Jacqui Melksham |

| 13 de Novembro de 2004 | Brasil                    | 2–3       | Nigéria                         | Estádio 700º Aniversário, Chiang Mai   |
| 19:45                  | Marta 55' · Cristiane 83' | Relatório | 9' Uwak · 14' Godwin · 90' Sabi | Público: 7,687 Árbitro: Virginia Tovar |

| 16 de Novembro de 2004 | China          | 1–2       | Brasil                    | Estádio Suphachalasai, Bangkok              |
| 17:00                  | Lou Xiaoxu 53' | Relatório | 38' Marta · 47' Cristiane | Público: 2,500 Árbitro: Alexandra Ihringova |

| 16 de Novembro de 2004 | Itália      | 1–1       | Nigéria  | Estádio 700º Aniversário, Chiang Mai |
| 17:00                  | Manieri 68' | Relatório | 88' Sabi | Público: 5,400 Árbitro: Martha Toro  |

### Grupo C
| Selecção       | Pts | J | V | E | D | GM | GS | +/- |
| -------------- | --- | - | - | - | - | -- | -- | --- |
| Estados Unidos | 9   | 3 | 3 | 0 | 0 | 8  | 1  | +7  |
| Rússia         | 3   | 3 | 1 | 0 | 2 | 5  | 7  | −2  |
| Coreia do Sul  | 3   | 3 | 1 | 0 | 2 | 3  | 5  | −2  |
| Espanha        | 3   | 3 | 1 | 0 | 2 | 3  | 6  | −3  |

| 10 de Novembro de 2004 | Coreia do Sul | 0–3       | Estados Unidos                               | Estádio Surakul, Phuket                 |
| 17:00                  |               | Relatório | 15' (g.p.) Woznuk · 17' Rodriguez · 72' Gray | Público: 9,900 Árbitro: Antonia Kokotou |

| 10 de Novembro de 2004 | Rússia                                                                         | 4–1       | Espanha         | Estádio Surakul, Phuket                   |
| 19:45                  | Terekhova 10' · Sochneva 36' · Olga Petrova 76' · Zurine Gil Garcia 88' (p.b.) | Relatório | 24' Nuria Zufia | Público: 5,000 Árbitro: Pannipar Kamnueng |

| 14 de novembro de 2004 | Estados Unidos                                    | 4–1       | Rússia       | Estádio Surakul, Phuket             |
| 17:00                  | Woznuk 2' (g.p.) · Rostedt 25', 60' · Rapinoe 63' | Relatório | 46' Sochneva | Público: 8,563 Árbitro: Mayumi Oiwa |

| 14 de novembro de 2004 | Espanha            | 2–1       | Coreia do Sul    | Estádio Surakul, Phuket                  |
| 19:45                  | Jade Boho 19', 57' | Relatório | 72' Park Eun-Sun | Público: 13,563 Árbitro: Deidre Mitchell |

| 18 de novembro de 2004 | Estados Unidos | 1–0       | Espanha | Estádio Surakul, Phuket                |
| 17:00                  | Rostedt 44'    | Relatório |         | Público: 9,652 Árbitro: Virginia Tovar |

| 18 de novembro de 2004 | Rússia | 0–2       | Coreia do Sul                        | Estádio Suphachalasai, Bangkok        |
| 17:00                  |        | Relatório | 21' Lee Jang-Mi · 55' Park Hee-Young | Público: 800 Árbitro: Jacqui Melksham |

## Fases finais
Todas as partidas à hora local (UTC+7)
|  | Quartas de final            | Quartas de final         |                          |        | Semifinais     | Semifinais     |  |  | Final                    | Final |
|  |                             |                          |                          |        |                |                |  |  |                          |       |
|  | 21 de Novembro - Chiang Mai |                          |                          |        |                |                |  |  |                          |       |
|  |                             |                          |                          |        |                |                |  |  |                          |       |
|  | Alemanha (pen)              | 1 (5)                    |                          |        |                |                |  |  |                          |       |
|  | Alemanha (pen)              | 1 (5)                    | 24 de Novembro - Bangkok |        |                |                |  |  |                          |       |
|  | Nigéria                     | 1 (4)                    |                          |        |                |                |  |  |                          |       |
|  | Nigéria                     | 1 (4)                    | Alemanha                 | 3      |                |                |  |  |                          |       |
|  | 21 de Novembro - Chiang Mai |                          | Alemanha                 | 3      |                |                |  |  |                          |       |
|  |                             | Estados Unidos           | 1                        |        |                |                |  |  |                          |       |
|  | Estados Unidos              | Estados Unidos           | 1                        | 2      |                |                |  |  |                          |       |
|  | Estados Unidos              |                          | 27 de Novembro - Bangkok | 2      |                |                |  |  |                          |       |
|  | Austrália                   | 0                        |                          |        |                |                |  |  |                          |       |
|  | Austrália                   | 0                        | Alemanha                 | 2      |                |                |  |  |                          |       |
|  | 21 de Novembro - Bangkok    |                          | Alemanha                 | 2      |                |                |  |  |                          |       |
|  |                             | China                    | 0                        |        |                |                |  |  |                          |       |
|  | Brasil (pro)                | China                    | 0                        | 4      |                |                |  |  |                          |       |
|  | Brasil (pro)                | 24 de Novembro - Bangkok |                          | 4      |                |                |  |  |                          |       |
|  | Rússia                      | 2                        |                          |        |                |                |  |  |                          |       |
|  | Rússia                      | 2                        | Brasil                   | 0      | Terceiro lugar | Terceiro lugar |  |  |                          |       |
|  | 21 de Novembro - Bangkok    |                          | Brasil                   | 0      | Terceiro lugar | Terceiro lugar |  |  |                          |       |
|  |                             | China                    | 2                        |        |                |                |  |  |                          |       |
|  | Canadá                      | China                    | 2                        | 1      | Estados Unidos | 3              |  |  |                          |       |
|  | Canadá                      |                          |                          | 1      | Estados Unidos | 3              |  |  |                          |       |
|  | China                       | 3                        |                          | Brasil | 0              |                |  |  |                          |       |
|  | China                       | 3                        |                          |        | 0              |                |  |  |                          |       |
|  |                             |                          |                          |        |                |                |  |  | 27 de Novembro - Bangkok |       |
|  |                             |                          |                          |        |                |                |  |  |                          |       |

### Quartos-finais
| 21 de Novembro de 2004 | Alemanha   | 1–1 (pro) | Nigéria  | Estádio 700º Aniversário, Chiang Mai |
| 17:00                  | Mittag 86' | Relatório | 35' Udoh | Público: 6,579 Árbitro: Maria Ortega |

|                                        |     | Penalidades                    |  |
| Hanebeck Hauer Thomas Mittag Behringer | 4–3 | Iwuagwu Sike Udoh Godwin Yusuf |  |

| 21 de Novembro de 2004 | Brasil                                          | 4–2 (pro) | Rússia                          | Estádio Suphachalasai, Bangkok            |
| 17:00                  | Marta 42' · Cristiane 90+4' · Sandra 114', 117' | Relatório | 29' Tsybutovich · 61' Tsidikova | Público: 5,400 Árbitro: Pannipar Kamnueng |

| 21 de Novembro de 2004 | Estados Unidos              | 2–0       | Austrália | Estádio 700º Aniversário, Chiang Mai |
| 19:45                  | Rodriguez 54' · Rapinoe 68' | Relatório |           | Público: 8,280 Árbitro: Mayumi Oiwa  |

| 21 de Novembro de 2004 | Canadá    | 1–3       | China                                  | Estádio Suphachalasai, Bangkok       |
| 19:45                  | Timko 63' | Relatório | 3' (g.p.), 21' Zhang Ying · 65' Liu Sa | Público: 5,400 Árbitro: Anna De Toni |

### Semi-finais
| 24 de Novembro de 2004 | Alemanha                                 | 3–1       | Estados Unidos   | Estádio Suphachalasai, Bangkok        |
| 17:00                  | Krahn 11' · Behringer 69' · Hanebeck 82' | Relatório | 16' (p.b.) Krahn | Público: 10,500 Árbitro: Anna De Toni |

| 24 de Novembro de 2004 | Brasil | 0–2       | China               | Estádio Suphachalasai, Bangkok               |
| 19:45                  |        | Relatório | 11', 42' Lou Xiaoxu | Público: 10,500 Árbitro: Alexandra Ihringova |

### Terceiro lugar
| 27 de Novembro de 2004 | Estados Unidos                       | 3–0       | Brasil | Estádio Rajamangala, Bangkok          |
| 16:00                  | Hanks 21' · Rapinoe 27' · Woznuk 73' | Relatório |        | Público: 23,000 Árbitro: Sarah Girard |

### Final
| 27 de Novembro de 2004 | Alemanha                   | 2–0       | China | Estádio Rajamangala, Bangkok            |
| 19:00                  | Laudehr 4' · Behringer 83' | Relatório |       | Público: 23,000 Árbitro: Virginia Tovar |

## Premiações

### Campeãs
| Vencedor           |
| ------------------ |
| ALEMANHA 1º título |

### Individuais
| Bota de Ouro       | Bola de Ouro | Fair Play      |
| ------------------ | ------------ | -------------- |
| CAN Brittany Timko | BRA Marta    | Estados Unidos |

## Artilharia
| 7 golos (1) - CAN Brittany Timko 6 golos (1) - GER Anja Mittag 3 golos (9) - AUS Collette McCallum - BRA Cristiane - BRA Marta - CHN Lou Xiaoxu - CHN Zhang Ying - GER Célia Okoyino da Mbabi - USA Megan Rapinoe - USA Jessica Rostedt - USA Angie Woznuk 2 golos (11) - BRA Sandra - CAN Veronique Maranda - GER Melanie Behringer - GER Lena Goessling | 2 golos (continuação) - GER Patricia Hanebeck - GER Simone Laudehr - ITA Agnese Ricco - NGA Akudo Sabi - RUS Ekaterina Sochneva - ESP Jade Boho - USA Amy Rodriguez 1 golo (26) - AUS Selin Kuralay - AUS Kylie Ledbrook - BRA Kelly - CAN Tanya Dennis - CAN Aysha Jamani - CAN Kara Lang - CAN Jodi-Ann Robinson - CHN Liu Sa - CHN Wang Kun - CHN Xu Yuan - GER Anna Blaesse - GER Annike Krahn - ITA Raffaella Manieri | 1 golo (continuação) - NGA Stella Godwin - NGA Nkese Udoh - NGA Cynthia Uwak - RUS Olga Petrova - RUS Elena Terekhova - RUS Svetlana Tsidikova - RUS Ksenia Tsybutovich - KOR Lee Jang-Mi - KOR Park Eun-Sun - KOR Park Hee-Young - ESP Nuria Zufia - USA Kerri Hanks - USA Sheree Gray Golos contra (4) - GER Annike Krahn (para os Estados Unidos) - ITA Fabiana Costi (para o Brasil) - ESP Zurine Gil Garcia (para a Rússia) - THA Thidarat Wiwasukhu (para a Austrália) |